# Авіакатастрофа Су-34 у Воронезької області
Надзвуковий винищувач-бомбардувальник Су-34 Військово-повітряних сил РФ розбився 20 вересня 2023 року — на території у Волгоградський області, у Росії.

## Перебіг подій
Під час навчально-тренувального польоту, на літаку Су-34 виникли технічні проблеми, несправність однієї зі стійок шасі літака.
Екіпаж попри численні спроби, не зміг її випустити й прийняв рішення катапультуватись.
Літак впав біля населеного пункту Колодізний у Воронезької області (51.35592, 39.35119).
У мережі з'явились фото і відео палаючого літака  Су-34 RF-95806 (05 Червоний) на землі.
На місце падіння Су-34 пожежа, в полі розкидані шматки літака, пілоти катапультувались у Масловкі — повідомляє Readovka

## Цікаві факти
Про аварію літака повідомляє низка російських ЗМІ із посиланням на так зване міністерство оборони РФ, а також, «блогер» Fighterbomber, і різні інші ЗМІ.